# پتی کول دو سک
پتی کول دو سک (به فرانسوی: Petit Cul-de-Sac) یک منطقهٔ مسکونی در فرانسه است که در سن بارتلمی واقع شده‌است.